# Jens Brockenhuus-Schack
Jens Knud Bille greve Brockenhuus-Schack (født 23. september 1934 i Hellerup, død 1. november 2021) var en dansk godsejer.
Han var søn af oberstløjtnant, greve Kjeld Brockenhuus-Schack, tog realeksamen (Tølløse) 1952 og landbrugsuddannelse 1952-1954, blev løjtnant af reserven i Livgarden 1955, premierløjtnant 1961 og kaptajn 1966, var på Korinth Landbrugsskole 1956, tog skovbrugs- og administrationsuddannelse på Holsteinborg Gods og studierejse til USA (College of Agriculture, University of California) 1957-1958. Han var direktør for Gram og Nybøl godser A/S fra 1964 indtil 2007, hvor han afhændede godset. Divisionsrådsformand for Det Danske Spejderkorps' Hærulfdivision 1962-1973 og medlem af Spejderkorpsets bestyrelse 1964-1972.
Han blev gift 12. september 1963 med Susanne f. Grandjean (født 10. januar 1938 i København), datter af stamhusbesidder, kammerherre, hofjægermester Vincens Grandjean og hustru Nina f. Tuxen.